# Valandovo
Valandovo (makedonska: Валандово [vaˈɫandɔvɔ] lyssna (fil)) är en mindre stad i kommunen Valandovo i sydöstra Nordmakedonien. Staden hade 3 671 invånare vid folkräkningen år 2021.
Av invånarna i Valandovo är 95,87 % makedonier, 1,33 % turkar, 1,33 % serber och 0,45 % romer (2021).